# Врзанёва, Алена
А́лена Врза́нёва (чеш. Alena Vrzáňová; 16 мая 1931, Прага, Чехословакия — 30 июля 2015, Нью-Йорк, США), известная также как Ая Врзанёва, а после 1957 года как Ая Занова (англ. Aja Zanova) — чехословацкая фигуристка, выступавшая в женском одиночном катании. Двукратная чемпионка мира (1949 и 1950 год), а также чемпионка Европы 1950 года. Первая фигуристка в истории женского фигурного катания, кто исполнил двойной прыжок.

## Биография
Начала заниматься спортом в 3 года, когда родители купили ей лыжи. Позже она начала кататься на коньках. Кроме фигурного катания она занималась ещё балетом и игрой на фортепиано.
В 1946 году она выиграла чемпионат Чехословакии среди юниоров. В том же году, осенью, отправляется в Ричмонд (Великобритания), чтобы работать с Арнольдом Гершвиллером. Он стал одним из самых значительных учителей в её карьере. В 1947 году выиграла уже взрослый национальный чемпионат и становится седьмой в мире.
После того как власть в Чехословакии перешла к коммунистам, Врзанёва подверглась острой критике за обучение в Ричмонде. Газета «Rudé právo» опубликовала несколько обличающих статей. В следующий раз, когда она поехала в Великобританию, органы госбезопасности установили за ней слежку.
Участвовала в Олимпиаде 1948 года в Санкт-Морице и стала на ней пятой.
В 1949 году выиграла первое своё золото чемпионата мира в Париже, преодолевая неблагоприятные обстоятельства: была потеряна музыка для её выступлений, и отломился зубец на одном коньке непосредственно перед выступлением.
Зиму 1949 года провела дома, в Чехословакии, но отец посоветовал ей не возвращаться из предстоящих заграничных поездок. Она согласилась.
После победы на чемпионате Европы в 1950 году в Осло она второй раз становится чемпионкой мира. После этого она продолжила тур по Европе вместо возвращения на родину. В конце концов ей было предоставлено политическое убежище. Её мать последовала за ней в том же году. Её отец, профессиональный виолончелист, несколько раз посещал семью за границей, но так и не решился оставить Чехословакию насовсем. Сама Алена Врзанёва не возвращалась в Прагу до 1990 года (на похороны отца, в 1978 году, власти Чехословакии её не пустили).
В апреле 1950 года отправляется в США, где выступает в шоу-туре «Ice Follies» три года. Так как её фамилия трудна для американской публики она взяла псевдоним Ая Занова.
Она также участвовала в различных телевизионных шоу.
В 1969 году вышла замуж за владельца гостиницы, чеха по происхождению, Павла Стейдлера. У них двое детей.
Вместе с мужем управляла рестораном «Duck Joint» в Нью-Йорке, а позже «Czech Pavilion» (рус. «Чешский павильон») популярный среди таких знаменитостей, как Мартина Навратилова, Михаил Барышников, Пол Ньюман, Элизабет Тейлор, Милош Форман и других.
После смерти мужа она управляла самым большим общественным катком Нью-Йорка — «Wollman Rink».
В 1990 году, после падения коммунистического режима, вернулась в Прагу. Занималась общественной и гуманитарной деятельностью.
В 2009 году её имя было внесено в Зал славы мирового фигурного катания.
Скончалась 30 июля 2015 года.

## Государственные награды
- 28 октября 2004 года была награждена Президентом Чешской республики медалью «За заслуги» 2 степени.

## Спортивные достижения
| Соревнования            | 1946—1947 | 1947—1948 | 1948—1949 | 1949—1950 |
| ----------------------- | --------- | --------- | --------- | --------- |
| Зимние Олимпийские игры |           | 5         |           |           |
| Чемпионаты мира         | 7         | 5         | 1         | 1         |
| Чемпионаты Европы       | 6         | 3         | 2         | 1         |
| Чемпионаты Чехословакии | 1         | 1         | 1         | 1         |